# Totnes
Totnes (IPA: [tɒtˈnıs, tɒtˈnɛs]) è un centro del sud del Devon, nel sud-ovest dell'Inghilterra.
Situato sulla direttrice Paignton-South Brent (A385), è attraversato dal fiume Dart ed è un importante centro mercantile con origini che risalgono al XVI e al XVII secolo. I numerosi magazzini e mercati presenti sin dai tempi antichi ne fanno una città-museo. È anche uno dei luoghi in cui ha avuto il suo maggiore sviluppo la filosofia new Age.
I resti archeologici dell'architettura normanna e il castello locale costituiscono un'altra delle principali attrattive turistiche della località. In particolare, il castello fu edificato durante il regno di Guglielmo I d'Inghilterra.

La pietra di Brutus Troianus, nipote di Enea, testimonierebbe la fondazione della città avvenuta - secondo la leggenda - dopo la fine della guerra di Troia.
Ugualmente di rilievo è la chiesa di St. Mary, di epoca medievale, edificata in preziosa pietra rossa del Devon.
L'antico bacino Leechwell (che prende il nome dalle supposte proprietà medicinali della sua acqua, che nell'antichità era a quanto pare determinante nella cura dei lebbrosi, che qui si recavano per le abluzioni medicamentose) tutt'oggi provvede a fornire l'approvvigionamento idrico della zona.
Alla periferia occidentale della città sorge la Dartington Hall Estate che comprende lo Schumacher College e il Dartington College of Arts.

## Altri dati
Nel National Cycle Network la città è inserita sul tracciato NCR 28 (Okehampton - Newton Abbott - Totnes - Salcombe).
Ha dato i natali allo scrittore, pittore e inventore William Brockedon (1787-1854) e al matematico e filosofo Charles Babbage (1791-1871).
Fu sede della prima esibizione, a soli dodici anni di età, dell'arpista e compositore Elias Parish Alvars (1808-1849).
La città ha acquisito una certa notorietà grazie all'iniziativa "Transition Town Totnes", un progetto nato nel 2006 e sostenuto dalla comunità cittadina al fine di contribuire a creare un futuro prospero, salutare e sostenibile per la comunità stessa, considerando le necessità delle generazioni future e di quelle presenti. L'incertezza economica, l'aumento del prezzo dei combustibili fossili e i cambiamenti climatici sono considerate sfide e opportunità per aumentare il benessere della comunità, rafforzare i legami sociali, promuovere stili di vita compatibili con le capacità naturali del pianeta.
Totnes è diventata una delle esperienze di transizione più significative all'interno del Transition Network.

## Amministrazione

### Gemellaggi
- Vire (Calvados)
- Salfit, dal 2020